# Juan José Agirre Begiristain
Juan José Agirre Begiristain (Alegría de Oria, 8 de junio de 1930 -) es un monje benedictino, bibliotecario del monasterio de Santa Teresa de Jesús (Lazcano) y director de la Lazkaoko Beneditarren Fundazioa (en español, Fundación de los Benedictinos de Lazcano).
Desde los años 1970, Agirre ha recopilado un gran número de libros, revistas, carteles, panfletos, pegatinas y otros documentos publicados en o relacionados con Euskal Herria para preservarlos y ponerlos a disposición de los investigadores. Agirre ha sido pionero en esta labor.

## Biografía

### El monasterio y los estudios de biblioteconomía
Juan José Agirre Begiristain nació en 1930 en Alegría de Oria. Entró en el monasterio de los Benedictinos de Lazcano a los 13 años y allí llevó a cabo buena parte de sus estudios religiosos, finalizándolos en el monasterio benedictino de Belloch, en Urt. Se ordenó sacerdote en 1955, en Bayona (Francia), y regresó a Lazcano para impartir clases en el colegio que regentaban los benedictinos. Trabajó como profesor durante quince años, hasta que, una vez cerrado el colegio, se hizo cargo de la biblioteca del monasterio, en 1970. 
Por aquel entonces Agirre sabía muy poco sobre libros, y marchó a la Abadía de Montserrat a realizar estudios de Biblioteconomía, pues es sabido que los benedictinos poseen allí una biblioteca de gran renombre. Fue allí donde despertó su vocación de bibliotecario; también su vocación de coleccionista y archivero. Y decidió crear un gran archivo que recogiera todo tipo de fondos relacionados con el Euskal Herria. Así las cosas, regresó a Lazcano en 1973, y se dedicó de lleno a su nueva labor.

### La labor de Agirre
Agirre organizó la biblioteca del monasterio, adquirió nuevos libros y empezó a completar colecciones. Asimismo, puso las bases de la que posteriormente sería conocida como Biblioteca Vasca, con libros y revistas que encontró en el monasterio. Junto a todo ello, comenzó a guardar un tipo de documentación que por aquel entonces apenas tenía cabida en bibliotecas y archivos: panfletos, carteles, pegatinas… Y prestó especial atención a todo lo que salía en el exilio y en la clandestinidad.
Poco a poco, Agirre fue creando a su alrededor toda una red de voluntarios para la recogida de material; él mismo hizo numerosos viajes a lo largo y ancho de Euskal Herria en busca de material. Con el tiempo, además, comenzó a recibir los papeles y archivos de personas que habían participado en partidos políticos, sindicatos y diversas organizaciones. Junto a todo ello, acondicionó las instalaciones del monasterio para guardar de forma adecuada todo lo que iba recopilando, y llevó a cabo las primeras tareas de organización y descripción. Así las cosas, la biblioteca de los benedictinos de Lazcano empezó a ser conocida, y los investigadores comenzaron pronto a llamar a su puerta.
Agirre ha realizado un gran trabajo desde entonces. Todavía sigue trabajando en ello, con un amplio reconocimiento por parte de la sociedad vasca. En los últimos años incluso ha recibido varios premios. Ciertamente, Agirre fue pionero en su labor, y gracias a su enorme visión de futuro, se puede afirmar que ha contribuido a salvar buena parte del patrimonio documental vasco.

### Lazkaoko Beneditarren Fundazioa
Con la intención de dar continuidad a la labor realizada por Agirre, en 2011 los benedictinos de Lazcano, la Diputación Foral de Guipúzcoa y el Ayuntamiento de Lazcano crearon la Lazkaoko Beneditarren Fundazioa (Fundación de los Benedictinos de Lazcano). El objetivo de la fundación consiste en dar cobertura y continuidad a la labor realizada por Agirre: custodiar el fondo de los Benedictinos de Lazcano, desarrollarlo, ampliarlo y ponerlo a disposición de la sociedad. El director de la fundación es el propio Agirre.